# Крах операції «Терор»
«Крах операції „Терор“» — радянський двосерійний історико-революційний радянсько-польський фільм 1980 року за сценарієм Юліана Семенова, екранне перекладення його роману «Горіння». Присвячений життю і діяльності Ф. Е. Дзержинського. Продовження фільму «Особливих прикмет немає».

## Сюжет
1921 рік. У Радянській Росії голод і розруха. Банди есерів знищують склади з продовольством і підривають мости. У Польщі Савінков веде переговори з представниками західних держав про проведення терору проти більшовицького керівництва. Польські комуністи на мітингу закликають надати допомогу вмираючої від голоду Радянській Росії, але їх розганяє поліція. Коли все-таки споряджається потяг з продовольством, есери-терористи вбивають спочатку паровозну бригаду, а потім і чотирьох комуністів, що супроводжували вантаж. В антирадянській боротьбі з ними конкурують монархісти на чолі з жандармським генералом Глазовим.
Призначений наркомом шляхів сполучення Дзержинський для відновлення транспортної системи запрошує на роботу «колишніх»: інженерів-шляховиків Борисова і Ніколаєва. Паралельно до Варшави для припинення терористичної діяльності Савінкова їдуть чекісти.

## У ролях
- Кшиштоф Хамец —  Фелікс Едмундович Дзержинський
- Сергій Шакуров —  чекіст Іван Васильович, «есер Пронін»
- Олена Циплакова —  чекістка Ліда, «Ніна Батіжур»
- Михайло Глузський —  Красін
- Артем Карапетян —  Артузов
- Віктор Маркін —  Бєлєнький
- Олексій Сафонов —  Гліб Кржижановський
- Леонід Кулагін —  інженер Кирило Ніколаєв
- Михайло Погоржельский —  інженер Іван Борисов
- Андрій Миронов —  генерал жандармерії Гліб Глазов
- Георгій Тараторкін —  емігрант Михайло Сладкопєвцев
- Томаш Заливський —  Вінценти Матушевський, польський комуніст
- Анна Мілевська —  Ірена Космовська, депутат сейму від КПП
- Едвард Віхура —  депутат польського сейму
- Тадеуш Теодорчик —  депутат польського сейму
- Казімєж Івиньський —  маршал польського сейму
- Хенрі Шлетиньський —  англійська прем'єр-міністр Ллойд-Джордж
- Анджей Красицький —  англійський міністр закордонних справ
- Олександр Пороховщиков —  Савінков
- Ігор Кашинцев —  есер Чорний
- Віктор Шульгін —  есер Протопопов
- Михайло Кокшенов —  есер Вася
- Йонас Вайткус —  есер Зензінов
- Влодзімеж Скочиляс —  есер Гершельман
- Ігор Ясулович —  бундівець Якимович
- Володимир Заманський —  полковник Саульський
- Володимир Татосов —  Сідней Рейлі
- Георгій Георгіу —  слуга
- Александер Фогель —  бармен
- Юрій Катін-Ярцев —  Павло Васильович
- Євген Шутов —  Сухарьков, заарештований розкрадач
- Олександр Пятков —  робітник
- Олег Мокшанцев —  чекіст
- Зигмунт Малянович —  Анджей
- Марек Фронцковяк —  Янек
- Здзіслав Шимборський —  Мечислав
- Тадеуш Плюциньський —  співрозмовник Савінкова в казино
- Борис Юрченко —  епізод

## Знімальна група
- Режисер — Анатолій Бобровський
- Сценарист — Юліан Семенов
- Оператори — Володимир Боганов, Яцек Стахлевський
- Композитори — Хенрік Кузняк, Єжи Максимюк
- Художники — Леонід Платов, Чеслав Секера